# César Salandía
César Renieri Salandía Paz (Danlí, Honduras, 13 de junio de 2004), más conocido como César Salandía, es un jugador profesional hondureño-nicaragüense de fútbol que se desempeña en la posición de guardameta en Real Estelí Fútbol Club, equipo perteneciente a la Liga Primera de Nicaragua.

## Carrera
Salandía lleva jugando cuatro temporadas en el equipo Real Estelí Fútbol Club, con el cual salió campeón de la Liga Primera de Nicaragua en tres oportunidades. También es parte de la Selección de fútbol de Nicaragua.